# گروه نظامی تنظیم
تنظیم (به عربی: التنظیم)  گروهی شبه‌نظامی متعلق به جنبش فلسطینی فتح است که در سال ۱۹۹۵ به‌عنوان شاخه‌ای از آن جنبش شناخته می‌شود.

## سرآغاز
در سال ۱۹۹۵ یاسر عرفات و دیگر رهبران فتح تصمیم‌به سازمان‌دهی گروهی شبه‌نظامی با هدف تنظیم و تعدیل در بین شبه‌نظامیان حماس و جهاد اسلامی و جلوگیری از گسترش اسلام‌گرایی افراطی فلسطینی گرفتند.
برجسته‌ترین و شناخته‌شده‌ترین رهبر این گروه مروان برغوثی است که به جرم قتل٬ تاکنون به پنج بار حکم حبس‌ابد محکوم گردیده‌است.

## بررسی
تنظیم در ابتدا با جهت‌گیری تند علیه اسرائیل موفق شد تا علاقه و حمایت فلسطینیان‌را از گروه‌های تندرو و رادیکال اسلامی٬ بسمت گروه‌های متعادل‌تری همچون حکومت خودگردان فلسطین و سازمان آزادی‌بخش فلسطین رهبری نماید و با نبردهای خیابانی در انتفاضه دوم به شهرت رسید. هدف نخست اعلام شده این گروه٬ سربازان اسرائیلی در کرانه باختری و نیز جنگ‌های چریکی یا نامتقارن علیه ارتش اسرائیل بود اما در ادامه و با حمله به غیرنظامیان در شهرهای اسرائیل٬ در فهرست گروه‌های تروریستی قرار گرفت.
از دیگر اقدام‌های تنظیم می‌توان به حمله انتحاری ازجمله انفجار یک اتوبوس حامل شهروندان غیر نظامی در آوریل۲۰۰۲ اشاره نمود.